# 정산군
정산군(定山郡)은 충청남도 청양군 정산면 목면, 청남면, 장평면에 있던 군으로 청양군에 흡수되어 폐지됐다. 1664년 통합되었다가 1674년에 다시 분리되었으며, 1914년 폐지되었다.